# Gustavo A. Madero
Koordinaten: 19° 30′ N, 99° 8′ W
Die Demarcación territorial Gustavo A. Madero, benannt nach dem mexikanischen Politiker Gustavo Adolfo Madero, ist einer von 16 Bezirken (demarcaciones territoriales) von Mexiko-Stadt. Sie befindet sich in dessen äußerstem Nordosten und grenzt somit nicht nur an drei Bezirke der mexikanischen Hauptstadt, sondern auch an fünf Gemeinden des Bundesstaates México.

## Geschichte
Der heutige Bezirk Gustavo A. Madero wurde 1931 kreiert und nimmt in etwa den Platz der vorherigen Villa de Guadalupe Hidalgo ein, der seinen Namen zu Ehren der Heiligen Frau von Guadalupe erhielt. Dem alten Namen entsprechend befinden sich in diesem Bezirk auch die Gebäude der alten und neuen Basílica de Guadalupe, die zu Ehren der Heiligen Frau errichtet wurden und der Hauptanziehungspunkt der Demarcación territorial Gustavo A. Madero für inländische Gläubige und ausländische Touristen sind.

## Kriminalität
Der Bezirk war gemäß einem offiziellen Bericht des Jahres 2009 nach der im Süden angrenzenden Delegación Cuauhtémoc und Iztapalapa der Bezirk mit der dritthöchsten Kriminalitätsrate von Mexiko-Stadt.